# Dimensionssatsen
Dimensionssatsen är en sats inom linjär algebra om det samband som finns mellan nollrummet och värderummet till en linjär avbildning och dess dimensioner:
Om {\displaystyle \mathbb {U} } och {\displaystyle \mathbb {V} } är två vektorrum och {\displaystyle F:\mathbb {U} \rightarrow \mathbb {V} } är en linjär avbildning så gäller:
{\displaystyle \dim N(F)+\dim V(F)=\dim \mathbb {U} }

## Bevis
Antag att {\displaystyle \dim \mathbb {U} =n}, låt {\displaystyle {\bar {u}}_{1},...,{\bar {u}}_{k}} vara en bas för {\displaystyle N(F)} och fyll ut med {\displaystyle {\bar {u}}_{k+1},...,{\bar {u}}_{n}} till en bas för {\displaystyle \mathbb {U} }.
- Om {\displaystyle \dim N(F)=\dim \mathbb {U} =n\Leftrightarrow k=n} är {\displaystyle V(F)=\{0\}} ty det enda som nås av {\displaystyle F} är nollvektorn och {\displaystyle \dim N(F)+\dim V(F)=n+0=n=\dim \mathbb {U} } och satsen stämmer.

- Om {\displaystyle 1\leq \dim N(F)=k<n} gäller som vanligt att {\displaystyle V(F)=\left[F({\bar {u}}_{1}),...,F({\bar {u}}_{n})\right]} men då {\displaystyle F({\bar {u}}_{1})=...=F({\bar {u}}_{k})=0} innebär det att {\displaystyle V(F)=\left[F({\bar {u}}_{k+1}),...,F({\bar {u}}_{n})\right]} där {\displaystyle F({\bar {u}}_{k+1}),...,F({\bar {u}}_{n})} måste vara linjärt oberoende ty {\displaystyle \lambda _{k+1}F({\bar {u}}_{k+1})+...+\lambda _{n}F({\bar {u}}_{n})=0\Leftrightarrow F(\lambda _{k+1}{\bar {u}}_{k+1}+...+\lambda _{n}{\bar {u}}_{n})=0\Leftrightarrow \lambda _{k+1}{\bar {u}}_{k+1}+...+\lambda _{n}{\bar {u}}_{n}=0\Leftrightarrow \lambda _{k+1}=...=\lambda _{n}=0} ty {\displaystyle \lambda _{k+1}{\bar {u}}_{k+1}+...+\lambda _{n}{\bar {u}}_{n}\in N(F)} omm {\displaystyle \lambda _{k+1}{\bar {u}}_{k+1}+...+\lambda _{n}{\bar {u}}_{n}=0}  och {\displaystyle {\bar {u}}_{k+1},...,{\bar {u}}_{n}} är alla {\displaystyle \not =0} då de är basvektorer i {\displaystyle \mathbb {U} } och således linjärt oberoende. Alltså utgör {\displaystyle F({\bar {u}}_{k+1}),...,F({\bar {u}}_{n})} en bas för {\displaystyle V(F)} och {\displaystyle \dim N(F)+\dim V(F)=k+(n-k)=n=\dim \mathbb {U} } och satsen stämmer.

- Om {\displaystyle \dim N(F)=0\Leftrightarrow k=0} gäller som vanligt att {\displaystyle V(F)=\left[F({\bar {u}}_{1}),...,F({\bar {u}}_{n})\right]} där {\displaystyle F({\bar {u}}_{1}),...,F({\bar {u}}_{n})} måste vara linjärt oberoende ty {\displaystyle \lambda _{1}F({\bar {u}}_{1})+...+\lambda _{n}F({\bar {u}}_{n})=0\Leftrightarrow F(\lambda _{1}{\bar {u}}_{1}+...+\lambda _{n}{\bar {u}}_{n})=0\Leftrightarrow \lambda _{1}{\bar {u}}_{1}+...+\lambda _{n}{\bar {u}}_{n}=0\Leftrightarrow \lambda _{1}=...=\lambda _{n}=0} ty {\displaystyle N(F)=\{0\}} och {\displaystyle {\bar {u}}_{1},...,{\bar {u}}_{n}} är alla {\displaystyle \not =0} då de är basvektorer i {\displaystyle \mathbb {U} } och således linjärt oberoende. Alltså utgör {\displaystyle F({\bar {u}}_{1}),...,F({\bar {u}}_{n})} en bas för {\displaystyle V(F)} och {\displaystyle \dim N(F)+\dim V(F)=0+n=n=\dim \mathbb {U} } och satsen stämmer.

Således har vi nu visat att satsen stämmer i samtliga tre fall.